# Conioselinum sinchianum
Conioselinum sinchianum là một loài thực vật có hoa trong họ Hoa tán. Loài này được (K.T.Fu) Pimenov & Kljuykov mô tả khoa học đầu tiên năm 2003.